# 山本誠作
山本 誠作（やまもと せいさく、1929年 - ）は、日本の哲学者、京都大学名誉教授。

## 来歴
浜松市生まれ。1953年京都大学文学部卒業。59年京都大学大学院文学研究科宗教学専攻博士課程退学。61年米国エモリー大学大学院哲学科修了、学術博士。76年「ホワイトヘッドの宗教哲学」で京大文学博士。京大教養部助教授、教授、1993年定年退官、名誉教授、関西外国語大学教授。

## 著書
- 『マルティン・ブーバーの研究』理想社 1970（哲学全書）
- 『ホワイトヘッドの宗教哲学』行路社 1978.3
- 『西洋社会思想史』松籟社 1983.1
- 『ホワイトヘッドと西田哲学』行路社 1985.5
- 『無とプロセス 西田思想の展開をめぐって』行路社 1987.9
- 『ホワイトヘッドと現代 有機体的世界観の構想』法蔵館 1991.3
- 『ホワイトヘッド『過程と実在』―生命の躍動的前進を描く「有機体の哲学」』晃洋書房 2011

## 共編著
- 『現代宗教思想を学ぶ人のために』長谷正當共編 世界思想社 1998.2
- 『ブーバーを学ぶ人のために』平石善司共編 世界思想社 2004.1

## 翻訳（英訳）
Nishitani Keiji, 1991, Nishida Kitarō, Yamamoto Seisaku and James W. Heisig (trans.), Berkeley: University of California Press.
Nishitani Keiji, 2006, On Buddhism, Seisaku Yamamoto and Robert E. Carter (trans.), Albany: State University of New York Press.
Nishitani Keiji, 2012, The Philosophy of Nishitani Keiji 1900-1990: Lectures on Religion and Modernity, Jonathan Morris Augustine and Seisaku Yamamoto (trans.), Lewiston: The Edwin Mellen Press.
Watsuji Tetsurô, 1996, Watsuji Tetsurō's Rinrigaku: Ethics in Japan, Yamamoto Seisaku and Robert E. Carter (trs.), Albany: State University of New York Press.

## 翻訳（邦訳）
- 『教育論・政治論（ブーバー著作集8）』みすず書房 1970
- Sch.ベン=コーリン『ブーバーとの対話 回想と手記』ヨルダン社 1976
- ホワイトヘッド『過程と実在』松籟社 1979.12
- 菱木政晴共訳『観念の冒険（ホワイトヘッド著作集 第12巻）』松籟社 1982.4
- 『過程と実在（ホワイトヘッド著作集）』松籟社 1984-85
- ロバート・E.カーター『東西文化共生論 比較文化の視点から』世界思想社 1996.3
- ロバート・E.カーター著 平田一郎、村田康常共訳『日本倫理思想と悟り』晃洋書房 2007.5